# Trimer
Trimer is een gemeente in het Franse departement Ille-et-Vilaine (regio Bretagne) en telt 161 inwoners (2005). De plaats maakt deel uit van het arrondissement Saint-Malo.

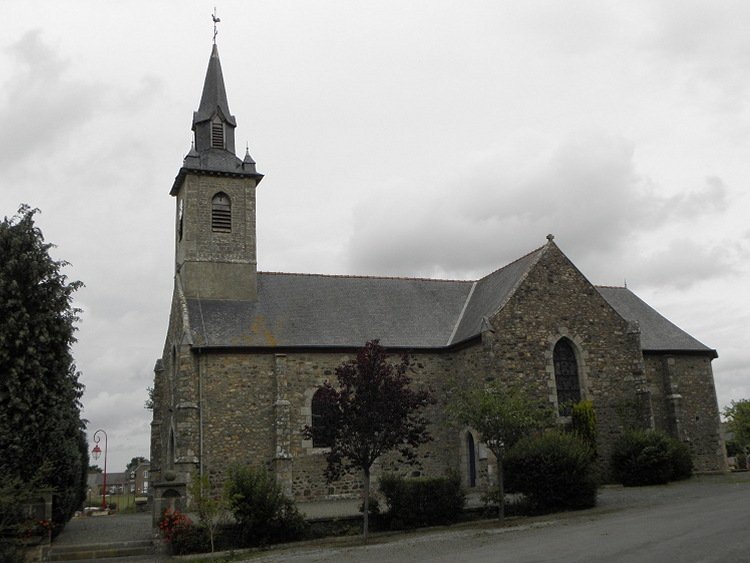
Kerk van Trimer
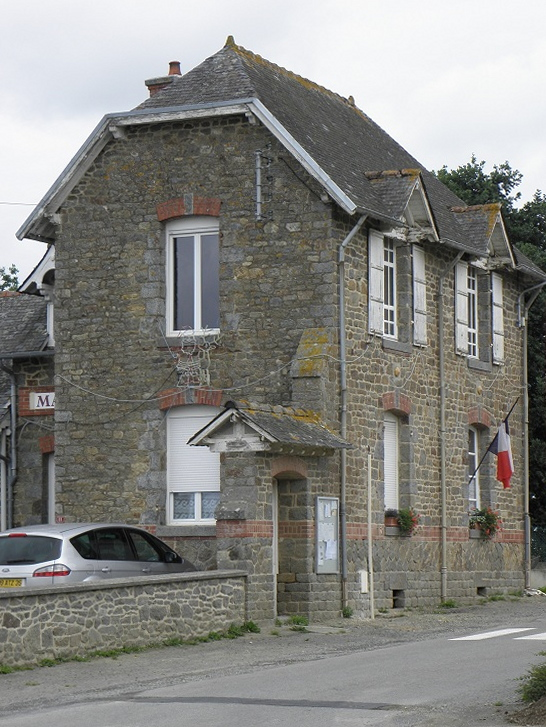
Gemeentehuis

## Geografie
De oppervlakte van Trimer bedraagt 3,5 km², de bevolkingsdichtheid is 46,0 inwoners per km².
De onderstaande kaart toont de ligging van Trimer met de belangrijkste infrastructuur en aangrenzende gemeenten.

## Demografie
Onderstaande figuur toont het verloop van het inwonertal (bron: INSEE-tellingen).

1. ↑  Populations de référence 2022.